# Emil Ioan Stef
Emil Ioan Ștef (n.28 noiembrie 1979, Târgu Mureș), fost portar de fotbal. În prezent ocupă funcția de antrenor al portarilor la echipa de fotbal Unirea Ungheni - Mureș.

### Activitate
- FC Iernut (1999-2000)
- Chimica Târnăveni (2000-2001)
- Chimica Târnăveni (2001-2002)
- CFR Cluj (2002-2003)
- CFR Cluj (2003-2004)
- CFR Cluj (2004-2005)
- CFR Cluj (2005-2006)
- Unirea Dej (2005-2006)
- CFR Cluj (2006-2007)
- CD Logronés (2007-2008)
- FC Silvania (2009-2010)
- FC Silvania (2010-2011)

## Legături externe
- Emil Ioan Stef la romaniansoccer.ro